# Gouvernement Brazauskas II
 (septembre 2023).
Si vous disposez d'ouvrages ou d'articles de référence ou si vous connaissez des sites web de qualité traitant du thème abordé ici, merci de compléter l'article en donnant les références utiles à sa vérifiabilité et en les liant à la section « Notes et références ».
République de Lituanie
Brazauskas I Kirkilas
Le gouvernement Brazauskas II (en lituanien : Antroji Algirdo Brazausko vyriausybė) est le 13e gouvernement de la république de Lituanie entre le 29 décembre 2004 et le 18 juillet 2006, sous la 9e législature du Seimas.
Il est dirigé par le social-démocrate Algirdas Brazauskas, dont la coalition est arrivée deuxième aux élections législatives. Il succède au gouvernement Brazauskas I et repose sur une alliance entre le Parti du travail, le Parti social-démocrate, la Nouvelle union et l'Union populaire agraire. Il cède le pouvoir au gouvernement de Gediminas Kirkilas.

## Historique du mandat
Ce gouvernement est dirigé par le Premier ministre social-démocrate sortant Algirdas Brazauskas. Il est constitué et soutenu par une coalition entre le Parti du travail (DP), le Parti social-démocrate lituanien (LSDP), la Nouvelle union (sociaux-libéraux) (NS) et l'Union populaire agraire lituanienne (LVLS). Ensemble, ils disposent de 80 députés sur 141, soit 56,7 % des sièges du Seimas.
Il est formé à la suite des élections législatives des 10 et 24 octobre 2004.
Il succède donc au gouvernement Brazauskas I, constitué et soutenu par une alliance entre le LSDP et la NS.

### Succession
Le 1er juin 2006, Algirdas Brazauskas annonce qu'il remet sa démission, ce qui entraîne celle de l'ensemble de l'exécutif. Il justifie sa décision par le retrait du Parti du travail de la majorité parlementaire, annoncé quelques heures plus tôt en raison des critiques émises par le président de la République Valdas Adamkus à l'encontre de deux ministres travaillistes. Le chef de l'État propose 15 jours plus tard le ministre des Finances Zigmantas Balčytis pour succéder à Brazauskas, mais ce dernier échoue le 20 juin à remporter la confiance des députés.
Reprenant ses consultations, Valdas Adamkus propose le 29 juin la candidature du ministre de la Défense Gediminas Kirkilas. Il remporte le 4 juillet l'investiture des députés par 85 voix favorables grâce au soutien des chrétiens-démocrates et forme deux semaines plus tard son gouvernement.

## Composition
| Fonction                                      | Titulaire | Titulaire                                                         | Parti |
| --------------------------------------------- | --------- | ----------------------------------------------------------------- | ----- |
| Premier ministre                              |           | Algirdas Brazauskas (jusqu'au 01/06/2006) Zigmantas Balčytis a.i. | LSDP  |
| Ministre de l'Environnement                   |           | Arūnas Kundrotas                                                  | LSDP  |
| Ministre des Finances                         |           | Algirdas Butkevičius (jusqu'au 13/05/2005) Zigmantas Balčytis     | LSDP  |
| Ministre de la Défense nationale              |           | Gediminas Kirkilas                                                | LSDP  |
| Ministre de la Culture                        |           | Vladimiras Prudnikovas                                            | Sans  |
| Ministre de la Sécurité sociale et du Travail |           | Vilija Blinkevičiūtė                                              | NS    |
| Ministre des Transports                       |           | Zigmantas Balčytis (jusqu'au 10/06/2005) Petras Čėsna             | LSDP  |
| Ministre de la Santé                          |           | Žilvinas Padaiga                                                  | DP    |
| Ministre de l'Éducation et de la Science      |           | Remigijus Motuzas                                                 | LSDP  |
| Ministre de la Justice                        |           | Gintautas Bužinskas                                               | DP    |
| Ministre des Affaires étrangères              |           | Antanas Valionis                                                  | NS    |
| Ministre de l'Économie                        |           | Viktoras Uspaskichas (jusqu'au 29/06/2005) Kęstutis Daukšys       | DP    |
| Ministre de l'Intérieur                       |           | Gintaras Jonas Furmanavičius                                      | DP    |
| Ministre de l'Agriculture                     |           | Kazimira Prunskienė                                               | LVLS  |